# Staponkus
Staponkus ist ein litauischer männlicher Familienname.

## Weibliche Formen
- Staponkutė (ledig)
- Staponkienė (verheiratet)

## Namensträger
- Antanas Staponkus (* 1940),  Redakteur
- Deividas Staponkus (* 1976),  Opernsänger (Bariton) und Politiker